# The Tennessean
The Tennessean ist eine US-amerikanische Tageszeitung im Bundesstaat Tennessee. Der Hauptsitz befindet sich in Nashville.

## Geschichte
Die Zeitung hat ihren Ursprung als Nashville Whig, eine Wochenzeitung, deren erste Ausgabe am 1. September 1812 erschien. Gegründet wurde sie von den beiden Brüdern Moses und Joseph Norve, um dem damaligen Nashville mit etwa 1.200 Einwohnern wöchentlich eine Zeitung zu liefern. Insgesamt gab es 14 Übernahmen und Fusionen, bis 1907 der Nashville Tennessean gegründet wurde.
Die erste Ausgabe des Nashville Tennessean wurde am Sonntag, den 12. Mai 1907 gedruckt. Die Zeitung wurde von Colonel Luke Lea, einem 28-jährigen Rechtsanwalt und Politiker, gegründet. Zu dieser Zeit gab es bereits zwei etablierte Zeitungen in Nashville: den Nashville American, eine Tageszeitung von 1894 bis 1910, und den Nashville Banner, der von 1876 bis 1998 existierte.
Im Jahr 1910 kauften die Verleger des Nashville Tennessean eine Mehrheitsbeteiligung am Nashville American und veröffentlichten ein gemeinsames Blatt mit dem Namen The Tennessean American. Da sich die Zeitung im Jahr 1911 nicht mehr halten konnte, wurde sie eingestellt. Einige ehemalige Mitarbeiter gründeten daraufhin den Nashville Democrat, der dann 1913 vom Nashville Tennessean erworben wurde.
1931 wurden Luke Lea und sein Sohn wegen ihrer Rolle in der Wirtschaftskrise angeklagt. Lea wurde 1933 zu einer 22-monatigen Gefängnisstrafe verurteilt. Der Nashville Tennessean musste Insolvenz anmelden. Das Unternehmen wurde unter staatliche Aufsicht gestellt; neun Herausgeber unter Führung des vom Bundesgerichtshof ernannten Treuhänders Littleton J. Pardue, einem Anwalt aus Ashland City, übernahmen die Leitung. Die Zeitung gewann schnell an Verbreitung, schrieb allerdings weiterhin rote Zahlen.
1935 erwarb die Reconstruction Finance Corporation einen großen Teil der ausstehenden Anleihen der Zeitung. Sie verkaufte sie schließlich an Paul Davis, Präsident der First American National Bank of Nashville. Noch von den finanziellen Problemen angeschlagen, wurde das Blatt bei einer Auktion am 7. Januar 1937 für 850.000 Dollar an Silliman Evans, Sr., einem ehemaligen Washingtonkorrespondenten für die texanische Zeitung Fort Worth Star-Telegram, verkauft. Evans, Sr. hatte sich einen Ruf als einflussreicher Hauptstadtkorrespondent erarbeitet. Zu dieser Zeit betrug die Auflage 76.275.
Silliman Evans, Sr. übernahm die redaktionelle Leitung ab dem 17. August. Er schaffte es innerhalb von nur 55 Tagen die Zeitung in die Gewinnzone zu bringen. Evans ging eine Kooperation mit dem damaligen Herausgeber des Nashville Banner, James Stahlmann, ein, beide Zeitungsredaktionen in die neuen Büroräume am 1100 Broadway zusammenzulegen. Evans, Sr. gründete zudem die Newspaper Printing Corporation. Als Teil der Kooperation musste der Nashville Tennessean seine Abendausgabe einstellen, der Nashville Banner musste die Publikation seiner Sonntagsausgabe beenden. Die Vereinbarung bestand von 1937 bis zum 20. Februar 1998, als der Nashville Banner seine Auflage komplett einstellte. Die Zeitungen teilten zwar ein Gebäude und Personal, hatten allerdings durchgehend verschiedene Eigentümer und Ausrichtungen.
Am 2. Juni 1955 übernahm Silliman Evans, Jr. den Vorsitz der Zeitung. Als sein Vater am 26. Juni überraschend an einem Herzinfarkt starb, wurde er zum Herausgeber gewählt. Im Jahr 1961 verstarb dann auch Silliman Evans, Jr. im Alter von 36 an einem Herzinfarkt. Seine Mutter übernahm die Inhaberschaft des Nashville Tannessean und ein paar Monate später wurde sein Bruder Amon Carter Evans zum CEO. 1962 wurde John Seigenthaler, Sr. Editor des Nashville Tannessean.
1972 wurde die Zeitung dann von „The Nashville Tennessean“ in „The Tennessean“ umbenannt.
1972 erwarb die Gannet Cooperation den Nashville Banner von der Stahlmann Familie. 1979 wurde das Papier für 25 Millionen Dollar an eine Gruppe Investoren verkauft. Außerdem kaufte Gannet den Tennessean von der Evans Familie für etwa 50 Millionen Dollar. John Seigenthaler wurde CEO, Herausgeber und Editor des Tennessean, nun im Besitz der Gannet Cooperation.
Laut dem Historiker E. Thomas Wood habe der Tennessean unter Seigenthaler eine liberale Ausrichtung gehabt. Seigenthaler beendete seinen Posten 1991.
Im September 1998 startete die Zeitung ihren Internetauftritt.

## Zeitung
Die Zeitung erscheint in 39 Countys im mittleren Tennessee und in 8 Countys im südlichen Kentucky.
Der Tennessean ist die älteste und auflagenstärkste Zeitung in Nashville und zweitgrößte in Tennessee. Sie erscheint sieben Tage in der Woche. Die Zeitung hat sich auf die Themen lokale Nachrichten, Sport, Wirtschaft, Jobs und Events spezialisiert. Die tägliche Auflage beträgt 95.311, die Sonntagsausgabe hat eine Auflage von 212.839.